# Moewe Harbour
Moewe Harbour (in der deutschen Kolonialzeit Möwehafen genannt) ist eine Bucht an der Südküste Neubritanniens westlich des Kaps Anukur, dem südlichsten Punkt der Insel. Die Bucht liegt in der Provinz West New Britain von Papua-Neuguinea.
Die Bucht gehört zur Salomonensee und ist etwa 1 km breit und hat eine Länge von ca. 3 km. Die Stadt Kandrian, Hauptort des Kandrian-Gloucester Districts, liegt an ihrem Ostrand. Vorgelagerte Korallenriffe sowie im Südwesten die Insel Ganglo Island beschränken die Zufahrt zu der Bucht, bieten dort ankernden Schiffen aber zugleich auch Schutz.
Namensgeber der Bucht ist das Kanonenboot der Kaiserlichen Marine Möwe, das die Bucht 1895 als Erstes näher untersuchte. 1896 unternahm der deutsche Forschungsreisende Richard Parkinson von Möwehafen aus eine Exkursion.